# Farkas Ferenc (zalai számvevő)

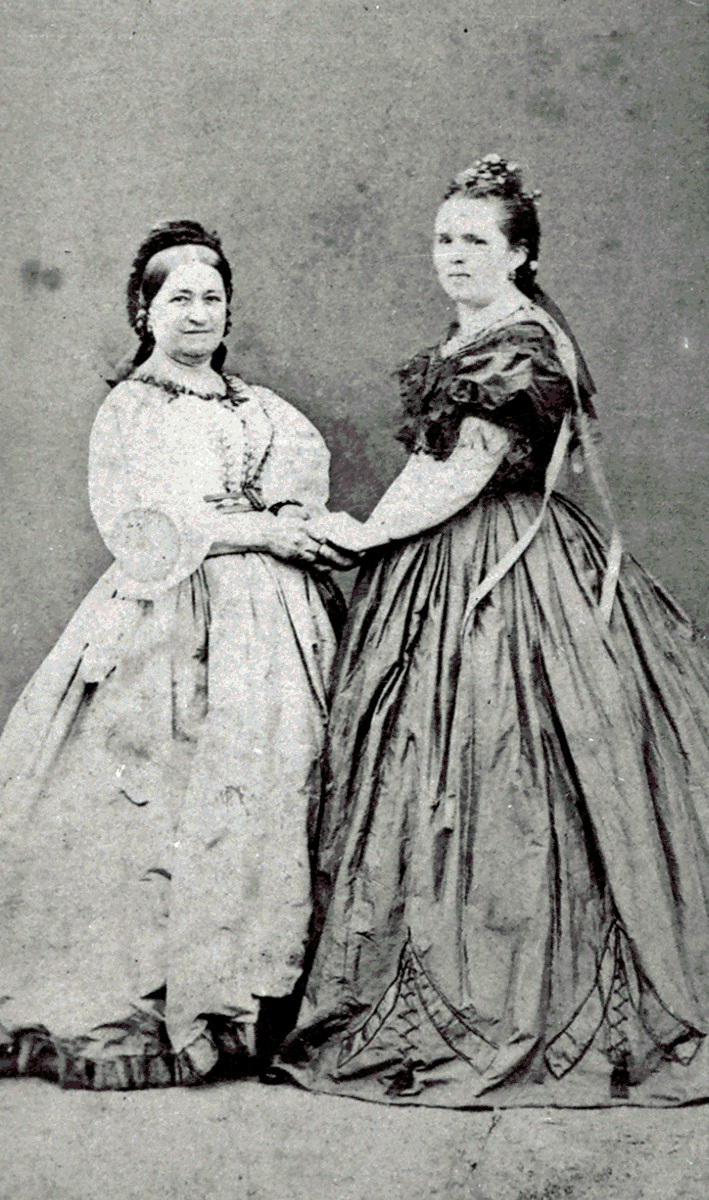
Nemesnépi Marton Józsefné verbói Szluha Rozália (1816-1883) asszony és lánya boldogfai Fakas Ferencné nemesnépi Marton Zsófia (1842-1900) földbirtokosasszony

Boldogfai Farkas Ferenc (Boldogfa, Zala vármegye, 1838. szeptember 15. – Zalaegerszeg, 1908. január 20.) Zala vármegye számvevője, pénzügyi számellenőre, vármegyei bizottsági tag, a Zalavármegyei Gazdasági Egyesület tagja, a Zalai Gazdakör tagja, az andráshidai önkéntes tűzoltó egylet tagja, a Zalamegyei megyeházai könyvtár őrzője, a Függetlenségi és Negyvennyolcas Pártnak a tagja, virilista, andráshidai és boldogfai birtokos.

## Élete

### Családja és származása
A Zala vármegyei nemesi származású boldogfai Farkas család sarjaként született a boldogfai családi kúriában. Apja idősebb boldogfai Farkas Ferenc (1779–1844), Zala vármegyei táblabíró, jogász, zalaboldogfai, andráshidai, hagyárosi és felsőbagodi földbirtokos, salomvári közbirtokos, anyja Joó Borbála (1811–1881) volt. Apai nagyszülei boldogfai Farkas János (1741–1788), Zala vármegye főjegyzője, a Zala vármegyei Ítélőszék elnöke ("Inclyti Sedis Iudiciaria Comitatus Szaladiensis Praeses") 1787 és 1788 között, és a lovászi és szentmargitai Sümeghy családból való lovászi és szentmargitai Sümeghy Judit (1754–1820) voltak. Apai nagyanyja és apai dédanyja révén többek között a Nádasdy család köznemesi ága, a Zichy család, a barkóci Rosty család, a zalalövői Csapody család, az osztopáni Perneszy család, a Szapáry család és a Batthyány család leszármazottja volt. Az 1838-ban született ifjabb Farkas Ferencnek a keresztszülei csáfordi Csillagh Lajos (1789–1860) zalai alispán, és felesége Koppány Borbála (1801–1880) voltak. Apai nagybátyja, boldogfai Farkas János Nepomuk (1774–1847), Zala vármegye helyettes alispánja, táblabíró volt. Elsőfokú unokatestvére szladeovici Szladovits Borbála (1812–1868), akinek a férje, nemes Csertán Sándor (1809–1864) táblabíró, ügyvéd, kormánybiztos, az 1848–49-es forradalom és szabadságharc alatt országgyűlési képviselő volt. Édesapjának, idősebb Farkas Ferencnek (1779–1844) az unokatestvére lovászi és szentmargitai Sümeghy Ferenc (1819–1869) főszolgabíró az 1848-as szabadságharc alatt, a Deák-párt országgyűlési képviselője volt; a Sümeghy Ferencnek a nővére lovászi és szentmargitai Sümeghy Judit Marianna (1791–1880), akinek a férje, felsőeőri Bertha Ignác (1780–1847), Vas vármegye alispánja, táblabíró, birtokos volt. Farkas Ferencnek a testvérei boldogfai Farkas Krisztina (1837–1883), akinek a férje strausszenbergi Strausz Sándor (1831–1922), zalai esküdt, nagylengyeli földbirtokos; boldogfai Farkas Franciska (1840–1872), akinek a férje tótfalusi Tóth Benedek (1825–1883), 1848-as főhadnagy, földbirtokos; boldogfai Farkas László (1842–1901) vármegyei írnok, földbirtokos, akinek a hitvese kurtakeszi Baranyay Lujza (1848–1898); valamint boldogfai Farkas Amália (1843–1907), akinek a férje a nagyunyomi születésű nemes Török Sándor (1833–1914), uradalmi gazdatiszt, közbirtokos, földbirtok haszonbérlő.
Farkas Ferenc nagyon korán, hatévesen vesztette el az édesapját, aki tulajdonképpen már 59 éves volt amikor a fia született, 1838-ban. A fiatal hátrahagyott özvegyasszonynak, Joó Borbálának, az öt gyermekének neveléséről kellett gondoskodnia egy jelentéktelenre apadt családi vagyonnal. Farkas Ferenc, fivére László, és három leánytestvére az özvegy édesanya, Farkas Ferencné Joó Borbála gyámsága alá kerültek; az akkori  zalaegerszegi járás gyámi szolgabírája, boldogfai Farkas János (1813–1858), az árvák elsőfokú unokatestvére volt. Farkas Ferenc, a boldogfai családi kúriában nevelkedett testvéreivel együtt, ahol az 1848-as szabadságharc alatt, az alig 10 éves Farkas Ferenc és családja tartózkodott, messze a nyílt politikai és harci konfliktusoktól. Ferenc egyik elsőfokú unokatestvére, a nála 27 évvel idősebb, boldogfai Farkas Imre (1811–1876) táblabíró, a szabadságharcban vett részt főszolgabíróként; keresztapja, Csillagh Lajos, mégpedig Zala vármegye alispánja és a megyei állandó bizottmány elnöke, a császár elleni szabadságharc egyik fővezére volt megyéjében. Ennélfogva, Farkas Ferenc és testvérei neveltetése az 1848-as eszmékkel teli volt. Tanulmányai után gazdálkodott a családi földön. Fiatal korában aktívan vett részt a vármegye társadalmi rendezvényeken, széles baráti körrel rendelkezett.

### Közigazgatási pályafutása és társasági élete

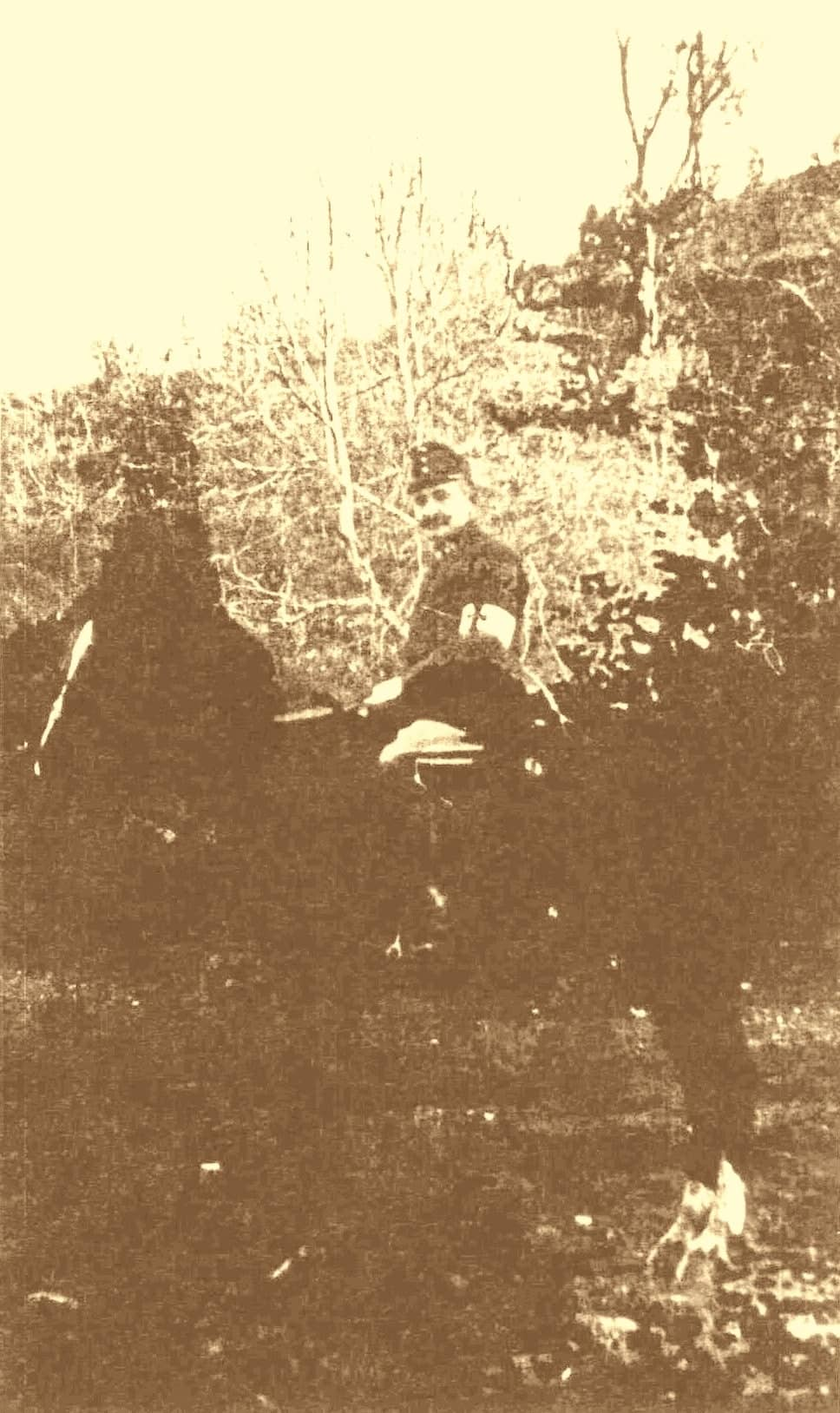
Boldogfai Farkas Ferenc (1838-1908), Zala vármegye számvevője, földbirtokos, önkéntes Magyar Vöröskereszt kisegítő lovas katonatisztként.

A régi zalai vármegye-házában elhelyezett Skublics-könyvtár őrzője volt hosszú ideig. Farkas Ferenc igen olvasott könyvkedvelő egyéniség volt, aki jelentős könyvtárral rendelkezett otthon; nem csak magyarul, de németül és latinul is tudott. Az 1848-as szabadság harc eszméinek és Kossuth Lajos nagy tisztelője volt; 1883-ban boldogfai Farkas Ferenc, farkaspatyi Farkas Dávid és Ruzsits Károly vármegyei bizottsági tagok indítványt kezdeményeztek Kossuth kitűnő hazafiúi érdemei elismeréséül 80 éves születésnapja alkalmából küldendő üdvözlet tárgyában. Farkas Ferenc úttörője és nagy támogatója volt a tűzoltóság fogalmának Zalában. Anyagilag hozzájárult a helyi berendezéséhez és személyesen is részt vett embereivel lajtos-kocsikkal tűzoltásoknál. 1882-ben Teskándra odasietett a földbirtokos tűzet oltani egy pajtába, amelynek a takarmánya kigyulladt. Évekkel később továbbra is támogatta az andráshidai tűzoltó-egyletet, amelynek tagja volt; az 1892. február 20-án andráshidai tűzoltó-egylet által szervezett táncmulatságon az egyik felülfizető vendége Farkas Ferenc számvevő, andráshidai földbirtokos volt. A többi megyei tűzoltó egylet rendezvényén, táncmulatságon is gyakran megjelent, felülfizetett; például Nován és Bakin táncmulatságain 1884-ben és 1895-ben egyaránt.
A vármegye közigazgatásában részt vett még idősebb korában is. 1883. december 2-án a Zala vármegyében tisztújítás történt és ezalatt Farkas Ferencet 14 szavazattal a vármegye alszámvevővé választották. Az 1888-ban megjelent magyar virilista almanachján, Farkas Ferenc andráshidai földbirtokos szerepelt 319 forintot fizető virilistaként. Unokatestvérének, boldogfai Farkas Imre (1811-1876) főszolgabírónak a fia, a tehetősebb boldogfai Farkas József (1857–1951), alsó- és felsőbagodi földbirtokos, pedig 994 forintot fizető virilistaként szerepelt. Farkas Ferenc és Farkas József igen jó viszonyt ápoltak, együtt vettek részt a vármegyei közigazgatási bizottságban és a gazdasági körben; Farkas József lett Farkas Ferencnek az egyik fiának, Istvánnak és leányának Zsófiának keresztapja. Mindkettő pedig Deák Ferencet példaképnek tartotta. Farkas Ferenc rokonságából, akikkel jó baráti viszonyt is ápolt és méghozzá keresztszülői szerepet is vállaltak szladeovici Szladovits Ferenc (1829–1878) földbirtokos, és felesége, szentgyörgyi Horváth Flóra (1835–1916) asszony, valamint straussenbergi Strausz Sándor (1831–1922) zalai esküdt, nagylengyeli birtokos, nemes Csertán László (1835–1905) földbirtokos, és nemes Csertán Károlyné hottói Nagy Malvin (1857–1877) úrnő voltak.
A Zala-Egerszeg-szentiváni vasút vonal kiépítését is lelkesen támogatta. 1884. november 12-én az építési engedélyért a 12 0000 forint alájegyzése után a kérelem a minisztériumhoz beterjesztették, és ezután a körjegyzőségenként kiküldött bizottsági tagok és elnökeik megválasztották: elnökül a ságodi körjegyzőségre Hegedűs Károly úr, az andráshidaira boldogfai Farkas Ferenc úr, a felső-bagodira Csertán Károly úr, a nagylengvelire Skublics Jenő úr, a novaira főtisztelendő Tornyos Gábor úr, a pákaira Clement Lipót úr, a tárnokira Deák Mihály úr, a söjtörire nagyságos özv. lovászi és szentmargitai Sümeghy Ferencné Séllyey Magdolna urnő, helyettes elnökül: Csabv Lajos úr; a boczföldire Skublics István úr, Csács-községre főtisztelendő Garath György plébános úr lettek megválasztva.
Az egyházi épületek karbantartásához is hozzájárult. Az alsóbagodi római katolikus templom helyreállítása érdekében 1895. augusztus 4-én Mayer István szolgabíró elnöklete alatt népes gyűlést tartottak Bagodban, ahova érkeztek Apátfából, Vitenyédről, Szentpálból, Hagyárosról, Kiskutasról, Kalóczfáról, Boldogfáról és Andráshidáról. A boldogfaiak hottói Nagy Károly kivételével megtagadták a segítséget. Miskei és monostori Thassy Miklós és boldogfai Farkas Ferenc kivételével, Andráshida is megtagadta a templomhoz való kötelező hozzájárulást azon a címen, hogy nekik is van templomuk és ők a magukét kötelesek fenntartani. Bagod 1900-ra felújította templomát a falubeliek és Thassy Miklós, boldogfai Farkas Ferenc és hottói Nagy Károly segítségével.
Farkas Ferenc tevékenykedett a vármegye mezőgazdasági életének a fellendítésén is. A Zala vármegyei gazdakör létrehozásakor az elsők között volt, akik támogatták a kezdeményezést; a "Zalamegyei Gazdasági egyesület" tagja volt, valamint az 1887. február 6.-án alakított zalamegyei jégbiztosítási szövetség tagja. Farkas Ferenc egyik szenvedélye a szőlő-, és a bortermelés; az 1898 októberében Nagylengyelen szervezett zalai gazdakör tenyészállat és terménykiállításán, Farkas Ferenc andráshidai lakost az állattenyésztési osztályának az egyik bírálójává választották. Ezen a rendezvényen, magát Farkas Ferencet I. rendű dicsérő oklevéllel tüntették ki a szép szőlőért, gyümölcsért, riparia portalis alanyokban oltott, kitűnő minőségű oportó boráért. Később 1901-ben 15 ezer amerikai riparia portalis gyökeres vesszőket értékesített.
Zalaegerszeg városa gazdag volt társadalmi rendezvényekben, valamint kulturális megemlékezésekben. Habár Farkas Ferenc nem szolgált országgyűlési képviselőként, a Függetlenségi és Negyvennyolcas Párt tagjaként tevékenyen vett részt a politikai és népgyűléseken, amelyek a párt életét érintették, gyakran tartott beszédeket a hivatalos gyűléseken. 1895. szeptember 18-án zajlott Zalaegerszegen a Kossuth-ünnepély, amikor Kossuth Lajos 90. születésnapját ünnepelték. Az ünnepélyt dr. Kele Antal, a rendező bizottság elnöke, és egyben a Függetlenségi és Negyvennyolcas Párt lelkes támogatója. A Zöldfa vendéglő nagy termében rendezett ének és szavalati estélye után, este 8 óra körül az emeleti helyiségében bankett zajlott, ahol dr. Kele Antal, Kovács Karoly, zalaegerszegi polgármester, Czuppon Sándor lelkész, valamint boldogfai Farkas Ferenc köszöntőt mondott (Farkas Ferenc özv. Ruttkay Józsefné Kossuth Lujzára, a honleányokra, Kossuth Lajos gyermekeire köszöntötte fel az estélyen).
Az 1890. október 5-ei újságban jelent meg, hogy bocsári Svastits Benő főispán Farkas Ferenc földbirtokost tiszteletbeli megyei számvevőnek nevezte ki. Az 1901. december 29-én jelent meg az újságban, hogy több más helyibeli úrral együtt, Farkas Ferenc vármegyei alszámvevőt Zala vármegye egyik helyettes esküdtjévé választották az 1902. évre. 1904. december 2-án jelent meg a sajtóban, hogy a magyar királyi pénzügyminiszter Farkas Ferencet és Kristóffy Kálmán zalaegerszegi pénzügyi számtiszteket végleges minőségben pénzügyi számellenőrökké nevezte ki.
1908. január elején gyomorbaj támadta meg és több napig szenvedett. Az orvosok véleménye szerint hamarosan elhagyhatta volna az ágyát, mivel gyorsan felépült, azonban január 20-án, éjszaka hirtelen rosszul lett, szívszélhűdést kapott, és néhány perc után elhunyt Zalaegerszegen, a Vásártér 1. szám alatt. Az igen tisztelt és szeretett vármegyei pénzügyi tisztviselő temetésén gróf Batthyány Pál (1860–1934) zalai főispán, iszkázi Árvay Lajos zalai alispán és más megyebeli jelentős személyiség, rokonai és barátai jelentek meg. A gyászjelentésben így emlékeztek meg róla: „Rajongó lelkű ifjú volt agg korában is. A régi jó táblabírák minden erkölcsével, minden hibájával, változatlan gondolkodásmóddal és érzéssel jött a múltból a jelenbe. Legnagyobb hibája közös volt a régi kúriák lakóival: az emberekben való bizalom, a mindenkit keblére ölelő szeretet… Holtáig megőrizte tőről metszett humorát, kedélyének frissességét. A politikában törhetetlen negyvennyolcas volt kezdettől fogva; a társadalmi életben élénk, vidám, kedélyes ember; – a hölgyeknek nagy tisztelője, a férfiaknak jó barátja.” Farkas Ferenc összesen 21 évig, 1883-től 1904-ig, a Zala vármegye alszámvevői tisztségét töltötte be; 1890-től a vármegye tiszteletbeli számvevője, és végül 1905-től haláláig, 1908-ig, a vármegye pénzügyi számvellenőre volt.

## Házassága és leszármazottjai

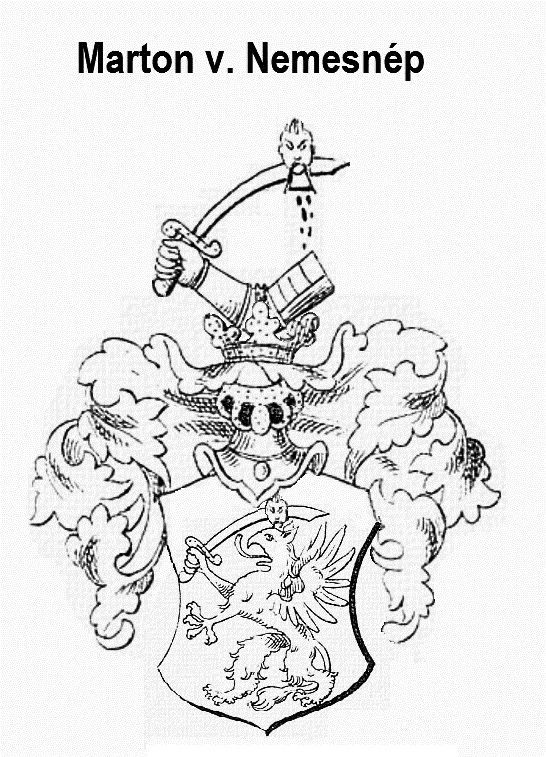
A nemesnépi Marton család címere

Az akkori úri társadalomhoz illően boldogfai Farkas Ferenc baráti társaságával együtt gyakran ment vadászni a környékbeli erdőkbe. Farkas Ferenc legjobb barátja a nemesi származású nemesvitai Viosz családból való nemesvitai Viosz Lajos (Andráshida, 1836 június 1. – Andráshida, 1869. június 29.), andráshidai földbirtokos volt; 1869. tavaszán Viosz Lajos vadászat közben megfázott és hosszú kínlódás után a halálos ágyán megkérte Farkas Ferencet, hogy vegye el majd a feleségét és gondoskodjon a két gyermekéről. 1872. február 7-én Andráshidán boldogfai Farkas Ferenc feleségül vette a nemesnépi Marton családból való nemesnépi Marton Zsófiát (Nemesnép, 1842. augusztus 18. – Andráshida, 1900. április 19.), nemesnépi Marton József (1797–1858) táblabíró, alszolgabíró, földbirtokos és verbói Szluha Rozália (1816–1883) lányát. A menyasszonynak az anyai nagyszülei verbói Szluha János (1789–1829), szentgyörgyvölgyi seborvos, kisszegi földbirtokos és nemes Kováts Zsuzsanna Cecília (1790–1847) voltak. Nemesnépi Marton Józsefné verbói Szluha Rozáliának az apai ági felmenői között a nemes Vranovics család, amelynek ősei Vranovics Jakab, Márton és György 1685. március 23-án szereztek armálist, a Trencsén vármegyei hodosi Hodossy család, a nemes Tarnóczy család, valamint az ősrégi Ocskay család és a nagylucsei Lipcsey család található. Farkas Ferencné nemesnépi Marton Zsófiának az apai nagyszülei ifjabb nemesnépi Marton György (1767–1843), táblabíró, a zalalövői járás alszolgabírája, 1809-ben a zalai nemesi inszurrekcióban alhadnagy, tófeji (söjtöri), bocföldei, kispáli, teskándi, zalaboldogfai és andráshidai földbirtokos, valamint petrikeresztúri Patay Rozália (1779-1845) voltak. Marton Györgyné Patay Rozália szülei petrikeresztúri Patay László (1738-1795), alsó- és felső-söjtöri földbirtokos és baranyavári Baranyay Anna (1760-1823) voltak. Marton Györgyné Patay Rozáliának az apai nagyanyja Patay István esküdtné bánszegi Bán Erzsébet (1656–1736), akinek a szülei bánszegi Bán István (fl. 1690–1697), söjtöri, tófeji, teskándi földbirtokos, és nemes Kerpacsics Dorottya (fl. 1690) úrnő voltak. Bán Istvánné Kerpacsics Dorottyának a szülei Kerpacsics István (fl. 1636-1657), zalaegerszegi várnagy, földbirtokos, valamint a Buzád-Hahót nembeli csányi Csánÿ Katalin (fl. 1666) voltak. Kerpacsics István várnagyné Csány Katalinnak a szülei Csány Imre (fl. 1592–1652), földbirtokos és pölöskefői Eördögh Katalin voltak; az apai nagyapja csányi Csány Bernát (fl. 1549–1581), Zala vármegye alispánja, országgyűlési követe, földbirtokos volt. Apai ágon Marton Zsófia a söjtöri birtokos petrikeresztúri Patay-, a baranyavári Baranyay-, a nagymádi és várbogyai Bogyay-, a pölöskefői Eördögh-, a hídvégi Polányi-, a Hásshágyi-, valamint a Buzád-Hahót nemzetségbeli csányi Csány családoknak a leszármazottja volt. A menyasszonynak az egyik elsőfokú unokatestvére nemesnépi Marton László (1857–1915), Zala vármegye főpénztárnoka, földbirtokos; a másik elsőfokú unokatestvére novakoveczi Tomasich Sándor (1834–1896), Zala vármegye főpénztárnoka, földbirtokos.
A házasságkötésnél a násznagyok a jáki születésű mankóbüki Horváth Bálint (1822–1885), Zala vármegye alpénztárnoka, boldogfai közbirtokos, és ennek a sógora, novakoveczi Tomasich Kálmán (1827–1875), boldogfai közbirtokos voltak. Tomasich Kálmán és mankóbüki Horváth Bálintné novakoveczi Tomasich Ilona (1835–1891) úrnőnek az szülei novakoveczi Tomasich János (1796–1856), táblabíró, ügyvéd, földbirtokos, és  nemesnépi Marton Anna (1802-1843) voltak; az utóbbi asszony pedig boldogfai Farkas Ferencné nemesnépi Marton Zsófiának a nagynénje volt. Farkas Ferenc és Marton Zsófia Andráshidán nevelték fel a közös gyermekeit valamint a Viosz gyermeket (Viosz Ferencet és boldogfai Farkas Imréné Viosz Máriát), akiket úgy nevelt mintha a sajátjai lettek volna. Közös gyermekeik Andráshidán, a Marton kastélyban születtek édesanyja családi földbirtokán:
- boldogfai Farkas Eugénia Rozália (Andráshida, 1872. július 20. – Andráshida, 1873. április 5.).
- boldogfai Farkas Lajos László János (Andráshida, 1873. november 20. – Andráshida, 1876. március 25.).
- boldogfai dr. Farkas István Imre (Boldogfa, Zala vármegye, 1875. július 11. – Budapest, 1921. január 6.) jogász, a sümegi járás főszolgabírája. 1. felesége: persai Persay Erzsébet Julianna (Nemesvid, 1885. július 26. – Sümeg, 1913. április 23.). 2. neje: pósfai Horváth Johanna Ernesztina Emília (Budapest, 1883. március 11. – Nagykanizsa, 1919. május 27.).
- boldogfai Farkas Lajos Imre (Andráshida, 1878. október 29. – Budapest, 1930. április 9.), csáktornyai uradalmi ispán, népfelkelő szakaszvezető címzetes őrmester. 1. felesége: Margitai Zsenka. 2. neje: pósfai Horváth Irma Hedvig Gabriella (Budapest, 1884. május 15.–Budapest, 1959. november 24.).[21][22]
- vitéz boldogfai Farkas Sándor József (Andráshida, Zala vármegye, 1880. szeptember 16. – Zalaegerszeg, 1946. január 11.) ezredes, a Zala megyei vitézi rend székkapitánya. Neje: adorjánházi Csomasz Katalin Irén Julianna (Veszprém, 1897. március 23. – Cegléd, 1964. október 14.), a „Baross Női Tábor” zalai fiókjának az elnök-asszonya, és a Zala megyei helyi "Országos Vörös Kereszt Egyesület" elnökasszonya.
- boldogfai Farkas Zsófia Rozália Alojzia (Andráshida, 1884. február 22. – Zalaegerszeg, 1948. december 23.). Férje: Fangler Béla Jenő (Zalaegerszeg, 1877. augusztus 1. – Budaábrány, 1952. december 15.) Zala megyei jogász, árvaszéki ülnök, nemzetgyűlési képviselő,[23] az alsólendvai ellenforradalom szervezője.